# Ay (Marne)
Ay foi uma antiga comuna francesa na região administrativa de Grande Leste, no departamento de Marne. Estendia-se por uma área de 10,43 km². Em 2010 a comuna tinha 5 539 habitantes (densidade: 531,1 hab./km²).
Em 1 de janeiro de 2016, passou a fazer parte da nova comuna de Aÿ-Champagne.